# 布利涅
布利涅（法語：Bouligney，法語發音：[buliɲɛ]）是法国上索恩省的一个市镇，属于吕尔区。

## 地理
布利涅（47°53'42"N, 6°14'26"E）面积14.2 平方千米，位于法国勃艮第-弗朗什-孔泰大區上索恩省，该省份为法国东部内陆省份，北起顺时针与孚日省、贝尔福地区省、杜省、汝拉省、科多尔省和上马恩省接壤。
与布利涅接壤的市镇（或旧市镇、城区）包括：丰特努瓦堡、阿耶维莱尔-利约蒙、昂热、屈沃、瑟穆斯河畔圣卢。

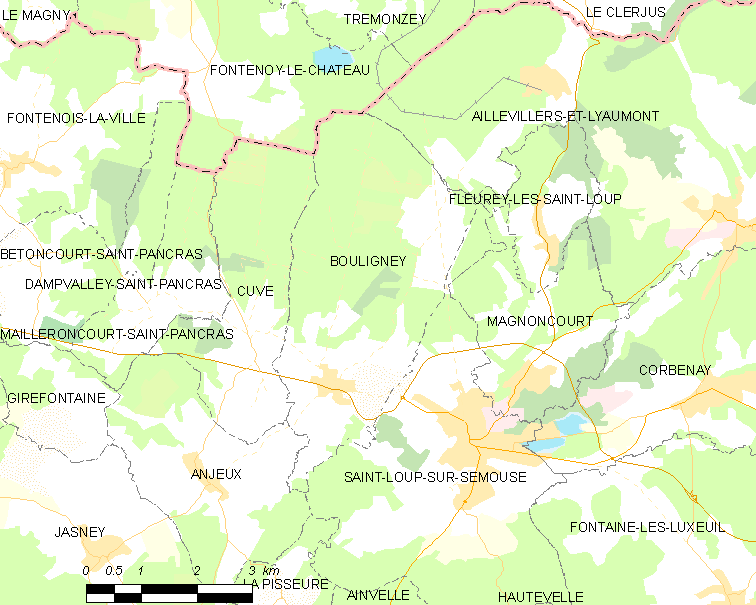
布利涅的OSM定位图

布利涅的时区为UTC+01:00、UTC+02:00（夏令时）。

## 行政
布利涅的邮政编码为70800，INSEE市镇编码为70083。

## 政治
布利涅所属的省级选区为索恩港县。

## 人口

1962-2008年间布利涅人口变化图示

布利涅于2022年1月1日时的人口数量为404人。